# Catamarán

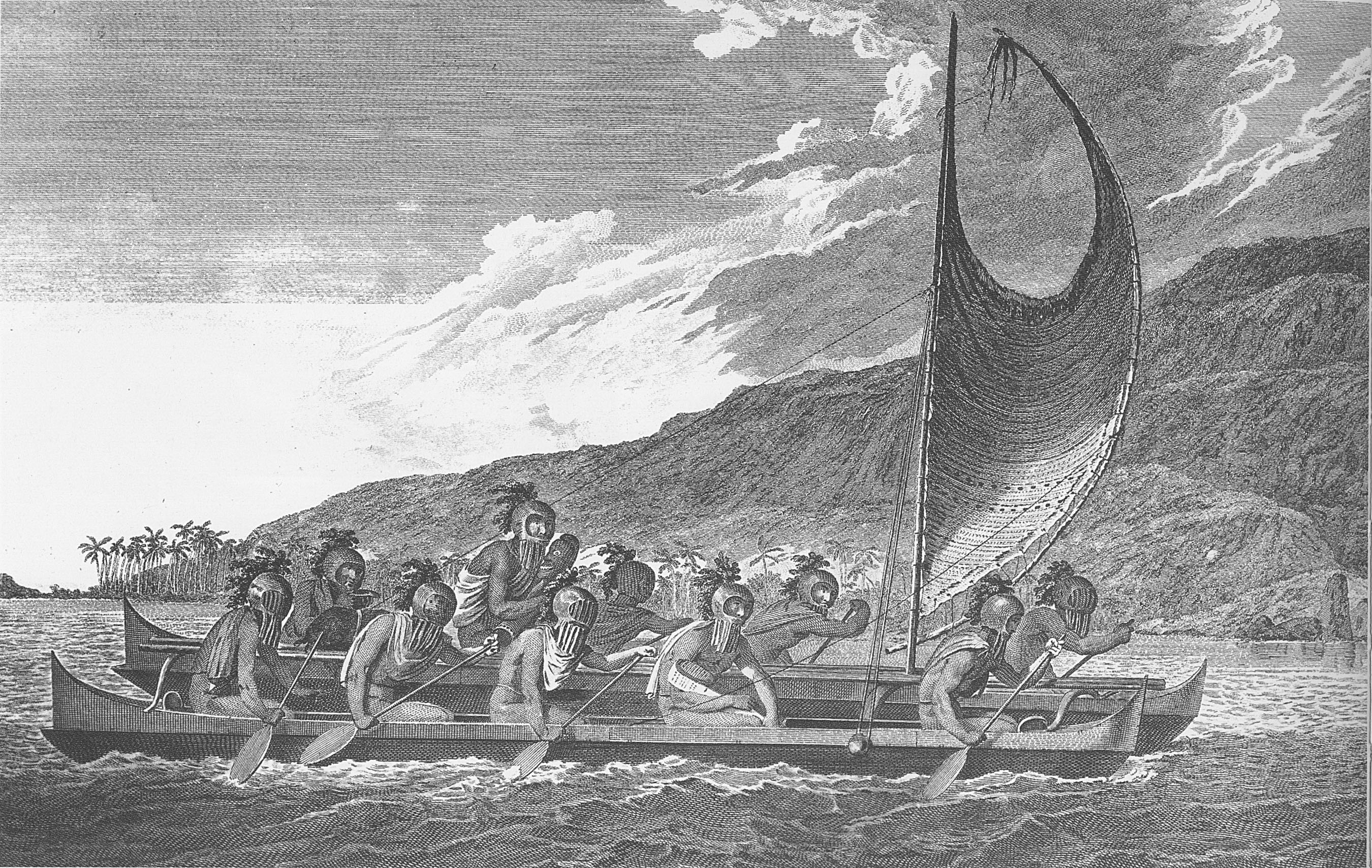
Catamarán utilizado por los polinesios.

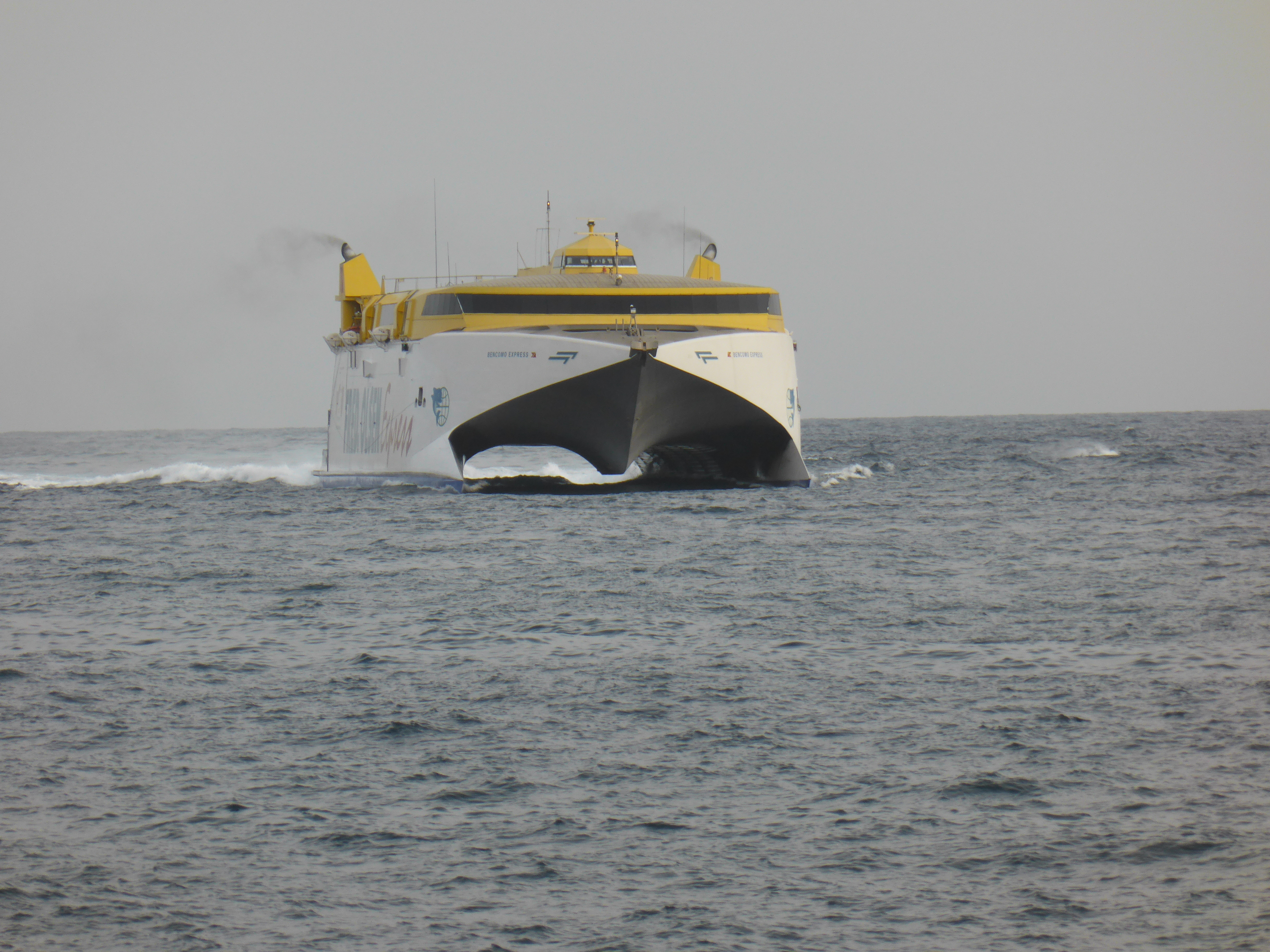
El ferry Bencomo Express es un catamarán rápido, que comunica las islas de Gran Canaria y Tenerife.

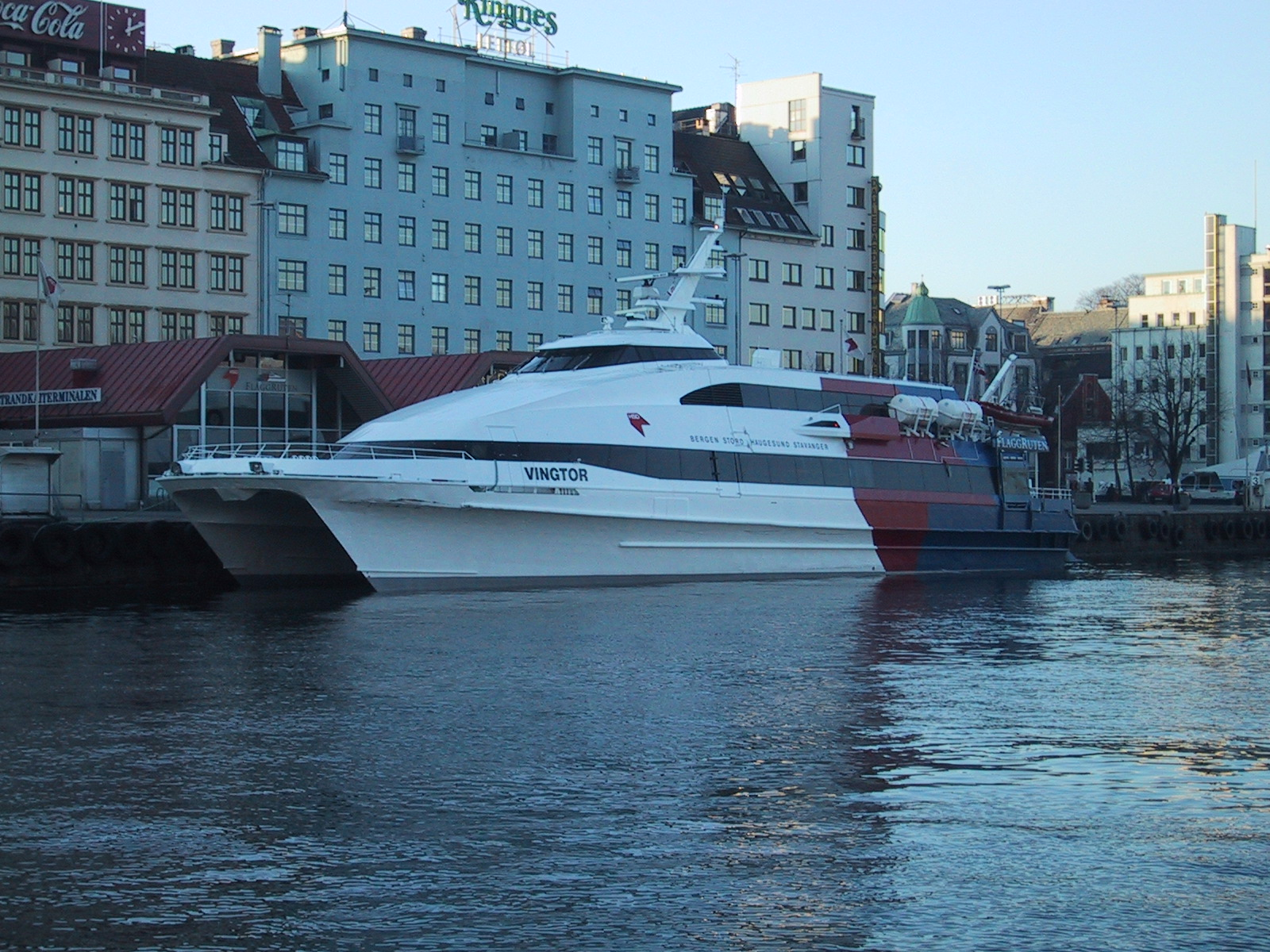
Catamarán en Bergen, Noruega.

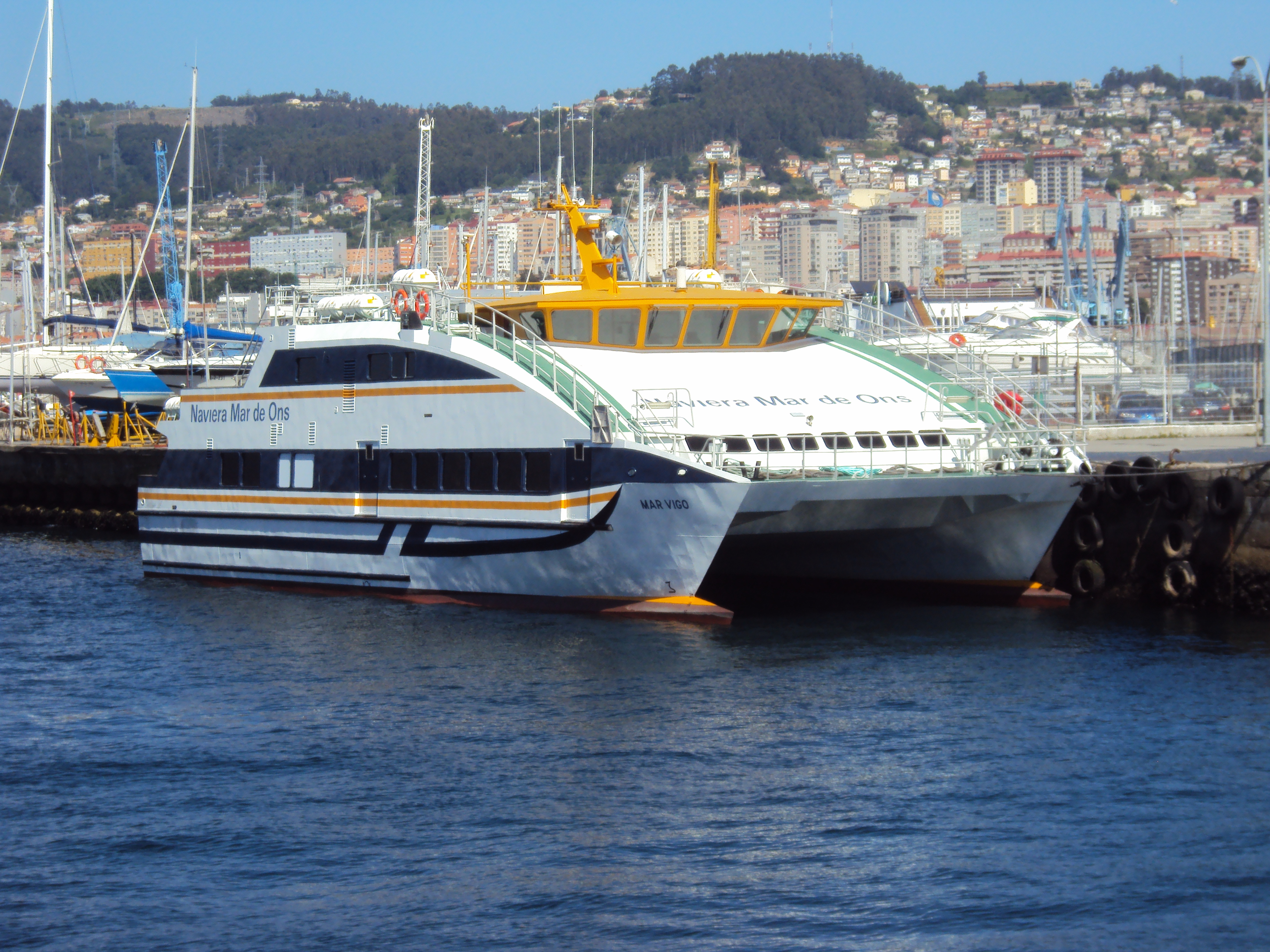
Catamarán destinado a cubrir rutas turísticas a las islas Cíes, Vigo (España).

Catamarán Ecológico “Mundo Marino”

Un catamarán es una embarcación o buque multicasco con dos cascos paralelos de igual tamaño. Es una embarcación de geometría estabilizada, derivando su estabilidad de sus dos quillas, en lugar de una quilla con bulbo de los veleros monocasco. No tienen lastre y, por tanto, son más ligeros que un monocasco. Los catamaranes normalmente tienen un menor calado que los monocascos de tamaño comparable. Los dos cascos combinados también con frecuencia tienen una resistencia hidrodinámica más pequeña que los monocascos comparables, lo que requiere menos potencia propulsora de cualquiera de las velas o motores. El menor contacto del catamarán con el agua puede reducir tanto la escora como el movimiento inducido por las olas, en comparación con un monocasco, y al navegar deja una estela menor. Pueden ser propulsados a vela o a motor.
La palabra catamarán viene del tamil kaṭṭumaram (கட்டுமரம்), donde kaṭṭu es paquete y maram árbol (Lit. «troncos unidos»). El pirata y aventurero británico William Dampier fue el primero en describir catamaranes en 1697, que había visto en la región de Tamil Nadu (India), mientras navegaba por el golfo de Bengala. El catamarán era usado por los paravas, una comunidad de pescadores en la costa sur de Tamil Nadú, y la antigua dinastía tamil chola los empleaba desde el siglo V d. C. para transportar sus tropas a conquistar regiones del Sudeste Asiático, como Birmania, Indonesia y Malasia.
En épocas prehistóricas, hace tres o cuatro milenios, los navegantes austronesios utilizaron canoas de doble casco para colonizar la Polinesia y asentarse en el grupo de islas más extendido del planeta.
Los catamaranes son diseños relativamente nuevos en lo que respecta a las embarcaciones modernas de ocio o trabajo, y tuvieron que enfrentarse con un gran escepticismo por parte de algunos marineros acostumbrados a diseños más «tradicionales».
A partir del concepto que representa este tipo de buque surgieron nuevas propuestas, diseños y patentes, que han dado lugar a los conocidos como FOILCAT o los WAVE-PIERCING de dos cascos flotantes.

## La navegación con catamarán
Aunque los mismos principios de navegación se aplican tanto a los veleros monocascos tradicionales como a los catamaranes, estos tienen algunas peculiaridades, como por ejemplo:
- Comodidad: La escora en un catamarán de crucero es prácticamente nula.

- Mareo: La incidencia del mareo es muchísimo menor que en un monocasco. El movimiento es de cabeceo y no de balanceo, movimiento que suele marear a la tripulación.

- Velocidad: Tienen una velocidad promedio mayor que la de un monocasco, lo que se traduce en menos tiempo para el destino planteado. También es posible cubrir distancias mayores.

- Habitabilidad: La superficie en metros cuadrados de habitabilidad prácticamente se duplica a igual eslora frente a un monocasco, está mejor ventilado, es más luminoso y su visión 360 desde el interior es inmejorable.

- Confort: Gracias a su bajo calado, puede acercarse más a la costa o pasar por lugares donde a un monocasco le resultaría imposible.

- Independencia: Al tener dos cascos unidos por el salón, se consigue una independencia a bordo mayor que en un monocasco; permite que dos familias puedan convivir de forma independiente, o estribor para los padres y babor para los niños.
- Mayor espacio: comparando con los mono cascos, los catamaranes ofrecen muchísimo más espacio para poder vivir en el barco cómodamente durante semanas. Se está incrementando la demanda y la oferta de catamaranes para chárter en todo el mundo gracias a su comodidad para las vacaciones sobre todo en familia con niños.
- Seguridad: Es el tipo de barco más seguro no solo para los marineros con experiencia sino también para nuestros hijos. Según la empresa de alquiler de catamaranes en Mallorca se está incrementando la demanda y la oferta de catamaranes para chárter en todo el mundo gracias a su comodidad para las vacaciones sobre todo en familia con niños.
- Poco consumo: El catamarán es el tipo de barco que consume muy poco. No es muy rápido pero en una semana según los datos de Real Yacht Chárter el catamarán suele gastar no más de 500-600€. Y al día, un catamarán no gasta más de 100€.

## Catamaranes como buques mercantes
Aunque se pueden encontrar diversas unidades navegando por el mundo empleadas como embarcaciones de pesca o auxiliares, existen grandes catamaranes operando principalmente como buques de pasaje, ante todo como ferris. Se pueden ver operando comercialmente entre algunas de las islas Baleares, entre las islas Canarias, entre Cádiz y Puerto de Santa María, entre Francia y el Reino Unido, entre el Reino Unido e Irlanda, Malta y Sicilia, entre Canadá y Estados Unidos, en Florida (EE. UU.), Australia, en el Río de la Plata y entre Hong Kong y Macao. También se pueden ver en Venezuela operando entre la isla de Margarita y tierra firme (Puerto La Cruz o La Guaira).
La mayor parte de los buques de pasaje tipo catamarán que encontramos hoy en día destinados al transporte combinado de pasaje y vehículos (conocidos como RO-PAX) son unidades de alta velocidad con velocidades de explotación superiores a los 20 nudos.

## Catamaranes empleados como yates o embarcaciones de competición
Mayoritariamente tenemos veleros de dos cascos al hablar de yates catamaranes. No obstante, un desarrollo relativamente reciente en el diseño del catamarán ha sido la introducción del catamarán motorizado. 
Uno de los progresos más grandes durante la década pasada ha sido la llegada del catamarán al mundo de los grandes yates, con multicascos de más de 60 pies de eslora, generalmente diseños personalizados. Varios fabricantes internacionales están sobresaliendo en esta área, entre ellos Sunreef, Lagoon y Privilege. 
Dentro del mundo de los megayates (buques de recreo de más de 24 metros de eslora), el uso del catamarán es una opción prácticamente residual, destacando el yate MOECCA.
En el campo de la alta competición, el catamarán, al igual que el trimarán de vela, se ha convertido en uno de los protagonistas en las regatas oceánicas. El más grande, PlayStation, de Steve Fossett, era de 125' de eslora y tenía un mástil que era de 147' sobre el agua. Virtualmente todos los megacatamaranes nuevos fueron construidos en fibra de carbono para mayor resistencia y menor peso posible. Las velocidades máximas de estos barcos pueden exceder los 50 nudos. Toma hasta un año terminar la construcción de uno de estos estupendos catamaranes y representan el enorme avance producido en el diseño de este sector.
Una de las razones de la creciente construcción del megacatamarán era "The Race", un desafío de circunnavegación que partió desde Barcelona, España, en la víspera del Año Nuevo del 2000. Debido al dinero en premios y al prestigio que obtuvo este acontecimiento, se construyeron cuatro catamaranes nuevos (y dos altamente modificados) sobre 100' de eslora para competir.

## Catamaranes como buques de abasto
Hasta finales del 2020, se había botado solamente dos catamaranes como buque de abasto de yates: el Hodor y el Wayfinder.